# Aleksiejewka (sielsowiet zacharowski)
Aleksiejewka (ros. Алексеевка) – wieś (ros. деревня, trb. dieriewnia) w zachodniej Rosji, w sielsowiecie zacharowskim rejonu wołowskiego w obwodzie lipieckim.

## Geografia
Miejscowość położona jest nad ruczajem Dubowiec (dopływ rzeki Ołym), 4 km od centrum administracyjnego sielsowietu zacharowskiego (Zacharowka), 9,5 km od centrum administracyjnego rejonu (Wołowo), 128 km od stolicy obwodu (Lipieck).
W granicach miejscowości znajduje się ulica Centralnaja, Zaprudnaja.

## Demografia
W 2012 r. miejscowość zamieszkiwało 167 osób.